# Tour Down Under 2004
| Erster           | Patrick Jonker       | 16:32:19 h   |
| Zweiter          | Robbie McEwen        | + 1:13 min   |
| Dritter          | Baden Cooke          | + 1:21 min   |
| Vierter          | Philippe Gilbert     | + 1:28 min   |
| Fünfter          | Massimo Giunti       | gleiche Zeit |
| Sechster         | Murilo Fischer       | + 1:29 min   |
| Siebter          | Giuliano Figueras    | + 1:30 min   |
| Achter           | Alexandre Botcharov  | + 1:31 min   |
| Neunter          | Luke Roberts         | + 1:47 min   |
| Zehnter          | Gene Bates           | + 2:56 min   |
| Sprintwertung    | Robbie McEwen        | 36 P.        |
| Zweiter          | Aurélien Clerc       | 30 P.        |
| Dritter          | David McPartland     | 18 P.        |
| Bergwertung      | Paolo Tiralongo      | 32 P.        |
| Zweiter          | Massimiliano Gentili | 28 P.        |
| Dritter          | David McPartland     | 24 P.        |
| Nachwuchswertung | Philippe Gilbert     | 16:33:47 h   |
| Zweiter          | Thomas Lövkvist      | + 36:41 min  |
| Dritter          | Mark Renshaw         | + 1:03:16 h  |
| Teamwertung      | UniSA                | 49:41:53 h   |
| Zweiter          | FDJeux.com           | + 1:48 min   |
| Dritter          | Domina Vacanze       | + 1:57 min   |

Die 6. Tour Down Under (offiziell: Jacob's Creek Tour Down Under) fand vom 20. bis zum 25. Januar 2004 statt. Das Straßenradrennen bestand aus sechs Etappen, begann in der südaustralischen Hauptstadt Adelaide und endete ebenda. Die Gesamtdistanz des Etappenrennens betrug 726 Kilometer und somit neun Kilometer weniger als im Vorjahr. Die Tour Down Under war in die UCI-Kategorie 2.3 eingestuft.

## Die Teilnehmer
Die veranstaltende südaustralische Tourismuskommission lud in diesem Jahr nicht nur zwei, sondern sogar drei australische Mannschaften ein: neben United Water und der Nachwuchs- bzw. Amateurnationalauswahl der University of South Australia auch eine Nationalmannschaft aus Profis, die bei nicht am Rennen teilnehmenden Formationen unter Vertrag standen. Insgesamt nahmen wie in den Vorjahren zwölf Radsportteams teil, wobei zum Beispiel mit Ag2r Prévoyance, Crédit Agricole, Quick Step - Davitamon oder auch Lotto-Domo einige der namhaftesten Teams der Welt eingeladen wurden. Das Team Deutsche Telekom fehlte dagegen in diesem Jahr. Im Gesamten standen acht Mannschaften am Start, die auch schon im Vorjahr partizipiert hatten. Jedes Team umfasste acht Fahrer, wobei Quick Step und Navigators Insurance nur sieben Profis nominierten.
Als favorisiert auf den Gesamtsieg galten im Vorfeld einmal mehr die australischen Fahrer, die sich mitten in ihrer Saison befanden, während die europäischen Profis die Rundfahrt vor allem zur Vorbereitung auf die im März beginnende Saison nutzten. Auf der Startliste standen unter anderem Vorjahressieger Mikel Astarloza (Ag2r Prévoyance), Alexandre Botcharov (Crédit Agricole), Bradley McGee (FDJeux.com), welcher allerdings aufgrund einer Lebensmittelvergiftung noch vor dem Start der ersten Etappe aufgeben musste, oder der Vorjahressiebte Patrick Jonker, der als Teil der UniSA-Mannschaft sein letztes Profirennen absolvierte. Als Favoriten in den zu erwartenden Massensprints wurden Robbie McEwen von Lotto-Domo, Graeme Brown von Panaria-Margres oder Baden Cooke (FDJeux.com) angesehen. Als weitere Kandidaten auf einen Sprintsieg waren der Este Jaan Kirsipuu von AG2R Prévoyance, der Schweizer Aurélien Clerc (Quick Step - Davitamon) oder der Neuseeländer Julian Dean (Crédit Agricole) zu beachten.
| AG2R Prévoyance Crédit Agricole FDJeux.com | Nationalmannschaft Australien United Water UniSA | Lotto-Domo Quick Step-Davitamon Panaria-Margres | Domina Vacanze Navigators Insurance Bankgiroloterij |

## Die Etappen
Als Höhepunkt des einwöchigen Rad-Festes Festival of Cycling in Adelaide wurde die Tour Down Under durch die Provinz Südaustralien zum sechsten Mal nach 1999 ausgefahren. Die sechs Tage lange Rundfahrt startete wie im Vorjahr wieder in der Provinzhauptstadt Adelaide und endete wie schon bei ihren vorherigen Auflagen in derselben. Der Streckenverlauf war zeitweise an der Ausgabe des vergangenen Jahres angelehnt, unter anderem mit der schwierigen fünften Etappe rund um Willunga. Am 21., 23. und 24. Januar fanden angelehnt an das Männerrennen drei Kriterien für Frauen statt.

### 1. Etappe, East End Adelaide Street Race
Die Tour Down Under 2004 startete mit einem flachen Rundstreckenrennen über 50 Kilometer, bestehend aus einer 25 Mal zu absolvierenden zwei Kilometer langen Runde im Adelaider "East End" an einem Dienstagabend. Nach 20 Kilometern konnte sich die zwölfköpfige, entscheidende Ausreißergruppe des Tages um die Sprinter Robbie McEwen (Lotto-Domo), Mark Renshaw (FDJeux.com) und Graeme Brown (Panaria-Margres) bilden, die sich bis 15 Kilometer vor dem Ziel einen Vorsprung von über einer Minute erarbeitete. In der vorletzten Runde setzte sich Nicolas Portal von AG2R Prévoyance ab, wurde aber von seinen Fluchtgefährten wieder gestellt. In der letzten Runde überrundeten die Führenden dann das Hauptfeld, was zu großer Verwirrung führte, als die beiden Gruppen sich mischten. David McKenzie (Navigators Insurance) versuchte es hier mit einem Angriff, doch im Sprint sicherte sich schließlich doch Robbie McEwen den Sieg und das erste Gelbe Trikot der Rundfahrt.
|    | Fahrer          | Nation      | Team            | Zeit         |
| -- | --------------- | ----------- | --------------- | ------------ |
| 1. | Robbie McEwen   | Australien  | Lotto-Domo      | 1:02:19 h    |
| 2. | Rudi Kemna      | Niederlande | Bankgiroloterij | gleiche Zeit |
| 3. | Mark Renshaw    | Australien  | FDJeux.com      | gleiche Zeit |
| 4. | Graeme Brown    | Australien  | Panaria-Margres | gleiche Zeit |
| 5. | Nicolas Vogondy | Frankreich  | FDJeux.com      | gleiche Zeit |

### 2. Etappe, Norwood - Kapunda
Am zweiten Tag führte der Weg die Profis auf der längsten Etappe des Rennens (157 Kilometer) in nördlicher Richtung nach Kapunda. Dreißig Kilometer nach dem Start stand die erste Bergwertung der Rundfahrt am Checker Hill auf dem Programm, während das Gelände in Richtung Ziel bergab verlief. Bereits kurz nach dem Start konnten sich Patrick Jonker (UniSA), sein australischer Landsmann David McPartland (Nationalmannschaft) sowie Alain Van Katwijk (Bankgiroloterij) um bis zu neun Minuten vom Peloton absetzen. Siebzig Kilometer vor dem Ende begannen schließlich zahlreiche Attacken aus dem Feld, bis sich eine 38 Mann starke Verfolgergruppe bildete, die den Abstand zur Spitze immer weiter verringern konnte. Dennoch brachten die Ausreißer über eineinhalb Minuten Abstand zwischen sich und den Verfolgern ins Ziel, während McPartland im Sprint des Trios der Schnellste war und sich neben dem Etappensieg auch das Gelbe Trikot sicherte. Hinter den von Baden Cooke angeführten Verfolgern kam das Feld mit fast einer halben Stunde Rückstand an.
|    | Fahrer            | Nation      | Team                          | Zeit         |
| -- | ----------------- | ----------- | ----------------------------- | ------------ |
| 1. | David McPartland  | Australien  | Nationalmannschaft Australien | 3:43:12 h    |
| 2. | Alain Van Katwijk | Niederlande | Bankgiroloterij               | + 0:01 min   |
| 3. | Patrick Jonker    | Australien  | UniSA                         | gleiche Zeit |
| 4. | Baden Cooke       | Australien  | FDJeux.com                    | + 1:41 min   |
| 5. | Robbie McEwen     | Australien  | Lotto-Domo                    | gleiche Zeit |

|    | Fahrer            | Nation      | Team                          | Zeit         |
| -- | ----------------- | ----------- | ----------------------------- | ------------ |
| 1. | David McPartland  | Australien  | Nationalmannschaft Australien | 4:45:21 h    |
| 2. | Patrick Jonker    | Australien  | UniSA                         | + 0:03 min   |
| 3. | Alain Van Katwijk | Niederlande | Bankgiroloterij               | + 0:05 min   |
| 4. | Robbie McEwen     | Australien  | Lotto-Domo                    | + 1:51 min   |
| 5. | Giuliano Figueras | Italien     | Panaria-Margres               | gleiche Zeit |

### 3. Etappe, Goolwa - Victor Harbor
Die dritte, wieder flache Etappe begann in Goolwa und verlief quer über die Fleurieu-Halbinsel und auch über eine zehn Kilometer lange Schotterpiste in Myponga, erneut stand eine Bergwertung an. Am Anfang kam es zu einer Vielzahl von Angriffen, doch keine Gruppe konnte sich endgültig vom Peloton absetzen. Nach 55 Kilometern schließlich fanden sich dann endlich die entscheidenden siebzehn Fahrer, die sich einen Vorsprung von über zwei Minuten auf das Feld erarbeiten konnten – unter ihnen auch der Gesamtzweite Patrick Jonker sowie die Sprinter Robbie McEwen und Baden Cooke. Der Gesamtführende David McPartland hatte ebenso wie der Dritte Alain Van Katwijk den Sprung in die Spitze verpasst und konnte nicht mehr aufschließen, sodass Jonker das Gelbe Trikot übernahm. Im Kampf um den Tagessieg wagte Gene Bates von der UniSA viertausend Meter vor dem Ziel in Victor Harbor einen Vorstoß und wurde von Philippe Gilbert, dem belgischen Teamkollegen von Sprinter Cooke, begleitet. Das Duo rettete wenige Meter Vorsprung vor den Verfolgern ins Ziel, wobei sich Gilbert als spritziger erwies und den ersten Sieg seiner Profilaufbahn feiern konnte.
|    | Fahrer            | Nation     | Team            | Zeit         |
| -- | ----------------- | ---------- | --------------- | ------------ |
| 1. | Philippe Gilbert  | Belgien    | FDJeux.com      | 3:28:50 h    |
| 2. | Gene Bates        | Australien | UniSA           | gleiche Zeit |
| 3. | Robbie McEwen     | Australien | Lotto-Domo      | gleiche Zeit |
| 4. | Baden Cooke       | Australien | FDJeux.com      | gleiche Zeit |
| 5. | Giuliano Figueras | Italien    | Panaria-Margres | gleiche Zeit |

|    | Fahrer           | Nation     | Team           | Zeit         |
| -- | ---------------- | ---------- | -------------- | ------------ |
| 1. | Patrick Jonker   | Australien | UniSA          | 8:14:14 h    |
| 2. | Philippe Gilbert | Belgien    | FDJeux.com     | + 1:39 min   |
| 3. | Robbie McEwen    | Australien | Lotto-Domo     | + 1:44 min   |
| 4. | Gene Bates       | Australien | UniSA          | gleiche Zeit |
| 5. | Murilo Fischer   | Brasilien  | Domina Vacanze | + 1:46 min   |

### 4. Etappe, Unley - Hahndorf
Der vierte Tag begann für die Fahrer im Adelaider Vorort Unley, von wo aus die Strecke erst nach Südosten und dann nach Norden führte. Nach der Bergwertung des Tages wurde auf flachem Weg die Ziellinie in Hahndorf angesteuert. Beide Etappenorte waren bereits aus den Vorjahren bekannt. Nachdem an den drei Tagen zuvor Ausreißergruppen das Geschehen bestimmt hatten, kam es nun zum ersten Mal im Verlauf der Rundfahrt zu einem echten Massensprint, bei dem sich Robbie McEwen seinen zweiten Tageserfolg in diesem Jahr sichern konnte. Doch bevor dies geschah, musste das Peloton erst eine dreizehn Mann starke Ausreißergruppe einholen, die sich nach einem attackenreichen Beginn erst nach 47 Kilometern hatte absetzen können und bis zu zwei Minuten an Vorsprung herausfahren konnte. In ihr waren unter anderem Titelverteidiger Mikel Astarloza (AG2R Prévoyance) und sein Mannschaftskollege Jaan Kirsipuu vertreten. Nach der ersten Zielpassage 37 Kilometer vor dem Ende wurde die Spitze durch zahlreiche Angriffe gesprengt, bis sich elf Kilometer vor dem Ziel der Sprinter Kirsipuu allein absetzen konnte. Erst fünfzig Meter vor dem Zielstrich wurde er vom Feld gestellt und übersprintet.
|    | Fahrer         | Nation     | Team                          | Zeit         |
| -- | -------------- | ---------- | ----------------------------- | ------------ |
| 1. | Robbie McEwen  | Australien | Lotto-Domo                    | 3:18:51 h    |
| 2. | Aurélien Clerc | Schweiz    | Quick Step-Davitamon          | gleiche Zeit |
| 3. | Baden Cooke    | Australien | FDJeux.com                    | gleiche Zeit |
| 4. | Allan Davis    | Australien | Nationalmannschaft Australien | gleiche Zeit |
| 5. | David McKenzie | Australien | Navigators Insurance          | gleiche Zeit |

|    | Fahrer           | Nation     | Team           | Zeit       |
| -- | ---------------- | ---------- | -------------- | ---------- |
| 1. | Patrick Jonker   | Australien | UniSA          | 11:33:05 h |
| 2. | Robbie McEwen    | Australien | Lotto-Domo     | + 1:38 min |
| 3. | Philippe Gilbert | Belgien    | FDJeux.com     | + 1:39 min |
| 4. | Gene Bates       | Australien | UniSA          | + 1:44 min |
| 5. | Murilo Fischer   | Brasilien  | Domina Vacanze | + 1:46 min |

### 5. Etappe, Willunga - Willunga
Die vorletzte Etappe der Tour Down Under 2004 führte traditionell rund um den Ort Willunga und war mit der Passage des Old Willunga Hill (3,5 km lang) zwanzig Kilometer vor dem Ziel auch der topographisch anspruchsvollste Abschnitt der Rundfahrt. Zehn Fahrer bildeten zu Beginn des Tages die Ausreißergruppe, unter ihnen auch der Schweizer und Tageszweite des Vortages, Aurélien Clerc, sowie David McPartland, der Träger des Gelben Trikots nach der zweiten Etappe. Das Peloton gestattete der Spitze aber nicht mehr als eineinhalb Minuten Vorsprung, 32 Kilometer vor dem Ende erfolgte die Einholung. Am Old Willunga Hill schließlich griffen Philippe Gilbert, der allerdings schnell wieder zurückfiel, sowie die beiden Panaria-Margres-Teamkollegen Giuliano Figueras und Paolo Tiralongo an, der sich auf dem Gipfel die Bergpunkte und damit seinen Sieg in dieser Sonderwertung sichern konnte. Acht Kilometer vor dem Ziel wurde das Duo aber von der dreizehnköpfigen Verfolgergruppe um den Führenden Patrick Jonker, Baden Cooke und Robbie McEwen wieder gestellt, was vor allem der Tempoarbeit von Jonkers Mannschaftskollegen Luke Roberts zu verdanken war. Dreitausend Meter vor der Ziellinie wagte dann der frühere australische Zeitfahrmeister Ben Day (Nationalmannschaft) den entscheidenden Angriff und konnte so die beiden Sprinter Cooke und McEwen hinter sich lassen, während Jonker das Gelbe Trikot erfolgreich verteidigte.
|    | Fahrer         | Nation     | Team                          | Zeit         |
| -- | -------------- | ---------- | ----------------------------- | ------------ |
| 1. | Ben Day        | Australien | Nationalmannschaft Australien | 3:15:34 h    |
| 2. | Robbie McEwen  | Australien | Lotto-Domo                    | + 0:04 min   |
| 3. | Baden Cooke    | Australien | FDJeux.com                    | gleiche Zeit |
| 4. | Allan Davis    | Australien | Nationalmannschaft Australien | gleiche Zeit |
| 5. | Murilo Fischer | Brasilien  | Domina Vacanze                | gleiche Zeit |

|    | Fahrer           | Nation     | Team           | Zeit       |
| -- | ---------------- | ---------- | -------------- | ---------- |
| 1. | Patrick Jonker   | Australien | UniSA          | 14:48:43 h |
| 2. | Robbie McEwen    | Australien | Lotto-Domo     | + 1:34 min |
| 3. | Philippe Gilbert | Belgien    | FDJeux.com     | + 1:39 min |
| 4. | Baden Cooke      | Australien | FDJeux.com     | + 1:44 min |
| 5. | Murilo Fischer   | Brasilien  | Domina Vacanze | + 1:46 min |

### 6. Etappe, Adelaide City Council circuit
Wie in den vorigen Jahren stand zum Abschluss des Rennens ein flacher Rundkurs in der Provinzhauptstadt Adelaide an. Dieses Mal mussten 18 Runden zu je 4,5 Kilometer (insgesamt 81 Kilometer) absolviert werden, mit dem kurzen Montefiore Hill stand noch einmal eine Bergwertung auf dem Programm. Erneut war das Rennen von einem nervösen Beginn mit zahlreichen Attacken gekennzeichnet, bis sich schließlich dreizehn Runden vor Schluss eine sechsköpfige Ausreißergruppe um den Österreicher Bernhard Eisel (FDJeux.com) absetzen konnte. Schon drei Runden später wurde die Gruppe allerdings wieder vom Feld gestellt, und es erfolgten wiederholte Angriffe, weitere Ausreißergruppen um Eisel, seinen Teamkollegen Philippe Gilbert oder auch Graeme Brown (Panaria-Margres) waren allerdings ebenso wenig erfolgreich. Drei Runden vor Ende war das Peloton wieder geschlossen, und es kam zum erwarteten Massensprint. Hier setzte sich Baden Cooke vor seinem Rivalen Robbie McEwen durch, der sich mit dem zweiten Tagesrang aber das Punktetrikot und Platz zwei in der Gesamtwertung sichern konnte. Währenddessen durfte sich Patrick Jonker als Gesamtsieger feiern lassen.
|    | Fahrer        | Nation     | Team                          | Zeit         |
| -- | ------------- | ---------- | ----------------------------- | ------------ |
| 1. | Baden Cooke   | Australien | FDJeux.com                    | 1:43:19 h    |
| 2. | Robbie McEwen | Australien | Lotto-Domo                    | gleiche Zeit |
| 3. | Allan Davis   | Australien | Nationalmannschaft Australien | gleiche Zeit |
| 4. | Mark Renshaw  | Australien | FDJeux.com                    | gleiche Zeit |
| 5. | Jaan Kirsipuu | Estland    | AG2R Prévoyance               | gleiche Zeit |

|    | Fahrer           | Nation     | Team           | Zeit         |
| -- | ---------------- | ---------- | -------------- | ------------ |
| 1. | Patrick Jonker   | Australien | UniSA          | 16:32:19 h   |
| 2. | Robbie McEwen    | Australien | Lotto-Domo     | + 1:13 min   |
| 3. | Baden Cooke      | Australien | FDJeux.com     | + 1:21 min   |
| 4. | Philippe Gilbert | Belgien    | FDJeux.com     | + 1:28 min   |
| 5. | Massimo Giunti   | Italien    | Domina Vacanze | gleiche Zeit |

## Etappenübersicht
| Etappe    | Datum      | Start–Ziel                                       | km  | Etappensieger    | Führender        |
| --------- | ---------- | ------------------------------------------------ | --- | ---------------- | ---------------- |
| 1. Etappe | 20. Januar | East End Adelaide Street Race                    | 50  | Robbie McEwen    | Robbie McEwen    |
| 2. Etappe | 21. Januar | Norwood (Jacob's Creek Visitor Centre) - Kapunda | 157 | David McPartland | David McPartland |
| 3. Etappe | 22. Januar | Goolwa - Victor Harbor                           | 150 | Philippe Gilbert | Patrick Jonker   |
| 4. Etappe | 23. Januar | Unley - Hahndorf                                 | 141 | Robbie McEwen    | Patrick Jonker   |
| 5. Etappe | 24. Januar | Willunga - Willunga                              | 147 | Ben Day          | Patrick Jonker   |
| 6. Etappe | 25. Januar | Adelaide City Council circuit                    | 81  | Baden Cooke      | Patrick Jonker   |

## Wertungen
Für die Punktewertungen gab es folgende Punktverteilung:
2 Zwischensprints auf jeder Etappe
1: 6 Punkte, 3 Sekunden Zeitbonifikation (keine Bonifikationen auf erster Etappe)
2: 4 Punkte, 2 Sekunden
3: 2 Punkte, 1 Sekunde
Ziel
1: 8 Punkte, 6 Sekunden
2: 6 Punkte, 4 Sekunden
3: 4 Punkte, 2 Sekunden
Bergwertungen (eine Bergwertung auf jeder Etappe außer der ersten; zwei Bergwertungen auf der letzten Etappe)
1: 16 Punkte
2: 12 Punkte
3: 8 Punkte
4: 6 Punkte
5: 4 Punkte

### Wertungen im Tourverlauf
Die Tabelle zeigt den Führenden in der jeweiligen Wertung nach der jeweiligen Etappe an.
|           | Gesamtwertung    | Punktewertung    | Bergwertung       | Nachwuchswertung | Kampfgeist       | Teamwertung                   |
| --------- | ---------------- | ---------------- | ----------------- | ---------------- | ---------------- | ----------------------------- |
| 1. Etappe | Robbie McEwen    | Mark Renshaw     | Russell Van Hout  | Mark Renshaw     | Frank Van Dulmen | Panaria-Margres               |
| 2. Etappe | David McPartland | David McPartland | Alain Van Katwijk | Philippe Gilbert | Patrick Jonker   | Nationalmannschaft Australien |
| 3. Etappe | Patrick Jonker   | Robbie McEwen    | Paolo Tiralongo   | Philippe Gilbert | Philippe Gilbert | UniSA                         |
| 4. Etappe | Patrick Jonker   | Robbie McEwen    | Paolo Tiralongo   | Philippe Gilbert | Jaan Kirsipuu    | UniSA                         |
| 5. Etappe | Patrick Jonker   | Robbie McEwen    | Paolo Tiralongo   | Philippe Gilbert | Laurens ten Dam  | UniSA                         |
| 6. Etappe | Patrick Jonker   | Robbie McEwen    | Paolo Tiralongo   | Philippe Gilbert | Matthew Wilson   | UniSA                         |

## Endstand
Zum vierten Mal in sechs Jahren konnte ein Australier die heimische Tour Down Under gewinnen, zum zweiten Mal nach 2001 ein Fahrer der Nationalauswahl der University of South Australia. Patrick Jonker beendete mit dem Gesamtsieg auch seine aktive Karriere. Den Grundstein für den Gewinn des Gelben Trikots legte er mit einem erfolgreichen Ausreißversuch am zweiten Tag, auf der nächsten Etappe übernahm er die Gesamtführung und verteidigte diese bis zum Ende souverän. Die Australier bestimmten auch den Kampf um die einzelnen Etappensiege, nur am dritten Tag setzte sich mit dem jungen Belgier Philippe Gilbert ein Ausländer durch, der auch die Nachwuchswertung gewann. Auf den sechs flachen Etappen gab es nur zwei echte Massensprints, viermal bestimmten größere Ausreißergruppen oder Solisten wie Ben Day (5. Etappe) den Verlauf.
Wie in den Vorjahren spielte Robbie McEwen (Lotto-Domo) eine große Rolle in den Sprints und entschied zwei Tagesabschnitte für sich. Indem er sich auch in Spitzengruppen mischte und Attacken konterte, fuhr er auch auf den zweiten Rang im Gesamtklassement und sicherte zum zweiten Mal nach 2002 die Punktewertung. Der Italiener Paolo Tiralongo übernahm die Führung in der Bergwertung, während die Mannschaft UniSA das starke Abschneiden der australischen Nationalauswahlen (Gesamtsieg durch Jonker, zwei Etappensiege) mit dem Sieg in der Teamwertung krönte.